# 小小兵3
《小小兵3》（英語：Minions 3）是一部2026年美國電腦動畫喜劇電影，2022年電影《小小兵2：格魯的崛起》的續集，《神偷奶爸系列》第七部電影，由皮爾·柯芬執導，布萊恩·林奇編劇，柯芬聲演。
《小小兵3》由環球影業排定2026年7月1日於美國上映。

## 配音員
- 皮爾·柯芬聲演小小兵

## 製作
2024年7月，宣布製作《小小兵3》，由皮爾·柯芬回歸執導，布萊恩·林奇撰寫劇本，克里斯·梅勒丹德利和比爾·萊恩（Bill Ryan）製片。

## 發行
《小小兵3》最初由環球影業排定2027年6月30日於美國上映。2025年1月，上映日期提前至2026年7月1日（《史瑞克5》原檔期）。
由於環球影業與Netflix達成協議，電影將於戲院上映後四個月內在環球旗下的串流平台Peacock獨家上線，之後在Netflix上線十個月，最後回到Peacock上線四個月。

## 備註
1. ↑  依照電影上映次序。

## 外部連結
- 互联网电影数据库（IMDb）上《小小兵3》的资料（英文）
- Box Office Mojo上《小小兵3》的資料（英文）
- 豆瓣电影上《小小兵3》的資料 （简体中文）